# Humoresken (Dvořák)
Die acht Humoresken op. 101 (tschechisch Humoresky) oder auch Humoresque sind ein 1894 vollendeter Klavierzyklus von Antonín Dvořák. Die Humoreske Nr. 7 poco lento e grazioso ist das wohl bekannteste Klavierwerk des böhmischen Komponisten und wird häufig neben Beethovens Für Elise zu den populärsten Klavierstücken überhaupt gezählt.

## Hintergrund
Dvořák begann die Arbeit an dem Zyklus kurz nach seiner Ankunft in Amerika und vollendete ihn 1894 während eines Sommeraufenthalts in seiner Residenz in Vysoká. Ursprünglich trug das Werk ableitend von seinem Zyklus Schottische Tänze von 1877 den Titel Neue Schottische Tänze, was auch einen Hinweis auf die Inspirationsquelle des Komponisten gibt: Dvořák ließ sich ursprünglich von der Volksmusik der schottischen Einwanderer in den Vereinigten Staaten anregen, doch die weitere Entwicklung des Werkes veranlasste ihn zur Umbenennung der Klavierstücke in Humoresken. Wenngleich der Name suggeriert, die Stücke seien humorvoll und heiter, so zeichnen sie sich doch auch durch melancholische Passagen aus, die der Komposition einen großen Kontrastreichtum verleihen. Erstmals verlegt wurden die Noten von Fritz Simrock im Herbst 1894.

## Aufbau
Der Zyklus besteht aus den acht Stücken:
1. Vivace, es-Moll
2. Poco andante, H-Dur
3. Poco andante molto e cantabile, As-Dur
4. Poco andante, F-Dur
5. Vivace, a-Moll
6. Poco allegretto, H-Dur
7. Poco lento e grazioso, Ges-Dur
8. Poco andante, b-Moll

Die Gesamtlänge des Zyklus beträgt etwa 23 Minuten.

### Humoreske Nr. 7poco lento e grazioso
Die Humoreske Nr. 7 ist das wohl berühmteste Klavierstück Antonín Dvořáks und ist als solches eine verbreitete Vorlage für Populäre Klassik. Charakteristisch für die Komposition ist der jähe Stimmungswechsel im Mittelteil, wie er auch kennzeichnend ist für die im gleichen Zeitraum entstandene Sinfonie Aus der Neuen Welt. Die siebte Humoreske bildet die Melodiebasis für eine Reihe populärer Lieder, insbesondere auch für das unter anderem von Richard Tauber und Fritz Wunderlich vertonte Stück Eine kleine Frühlingsweise mit Text von Hans J. Lengsfelder.